# Wagneriana bamba
Wagneriana bamba là một loài nhện trong họ Araneidae.
Loài này thuộc chi Wagneriana. Wagneriana bamba được Herbert Walter Levi miêu tả năm 1991.